# سیارک ۴۶۷۹۳
سیارک ۴۶۷۹۳ (به انگلیسی: 46793 Phinney، نامگذاری:1998JP) چهل و شش هزار و هفتصد و نود و سومین سیارک کشف شده‌است که در ۱ مه ۱۹۹۸ کشف شد.